# سول جاز

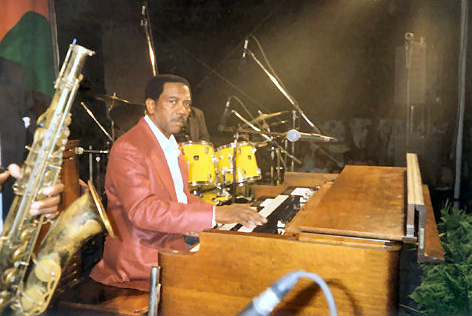
جيمي سميث يعزف أورغان هاموند

السول جاز (بالإنجليزية: Soul jazz)‏ هو تطور للجاز يدمج تأثيرات قوية من البلوز، السول، الريذم أند بلوز والغوسبل في موسيقى للفرق الصغيرة، والتي تكون عادة ثلاثي أورغان (فرقة
جاز مكونة من عازف أورغن هاموند، قارع طبول، وعازف غيتار جاز أو ساكسفون).
من بين عازفي أورغان السول جاز بيل دوجت، بيبي فيس ويليت، جيمي سميث، تشارلز إيرلاند، ريتشارد «غروف» هولمز، «الأخ» جاك ماكداف، جيمي ماكغريف، دكتور لوني سميث، جون باتون الكبير، فريدي روشي، لاري يونغ، دون باترسون، شيرلي سكوت، هانك مار، روبن ويلسون، وجوني هاموند سميث.
الساكسفون والغيتار مهمان أيضا في السول جاز؛ من بين عازفي ساكسوفون التينور في السول جاز ستانلي تورينتين، هانك كروفورد، جين أمونز، إدي هاريس، هوستون بيرسون، ورامون موريس؛ من بين عازفي القيثارة غرانت غرين، ملفين سباركس، أدونيل ليفي، فيل أبتشورش، ديفيد تي ووكر وجورج بنسون. يتضمن عازفون مهمون آخرون عازفا البيانو هوراس سيلفر وليه ماكان، عازف الشياع نات أدريلي، عازف البوق لي مورغان، عازف الترومبون كورتيس فاولر، عازف غيتار البيس ويلبر باسكومب، وقارع الطبول إدريس محمد، وباول همفري.

## وصلات خارجية
- سول جاز على أول ميوزيك
- سول-جاز: أين يلتقي الجاز، البلوز والغوسبل